# Hotel Amerian Tucumán
El Hotel Amérian Tucumán Apart & Suites es un hotel ubicado en la ciudad de San Miguel de Tucumán, Provincia de Tucumán, Argentina. Este pertenece a la cadena oriunda de la Provincia de Córdoba Hoteles Amerian.

## Generalidades
Originalmente el proyecto se denominaba Design Apart Tucumán, pero luego fue cambiado a su nomenclatura actual. La obra del hotel comenzó en el año 2009, siendo inaugurado el establecimiento hotelero el 14 de junio de 2011 por el presidente del Ente Tucumán Turismo Bernardo Racedo Aragón junto a funcionarios públicos y privados. Fue diseñada por el estudio de arquitectura Atrio con inversión de la cadena Amerian.
El hotel es de categoría 4 estrellas, teniendo el edificio 7 pisos y 46 habitaciones, de las cuales 18 son suites, 28 habitaciones estándares y una adaptada a personas con movilidad reducida. Estas poseen aire acondicionado, televisor, conexión a internet y servicios a la habitación, lavandería y caja de seguridad. Además cuenta con 2 salones de usos múltiples con capacidad para 50 personas y restaurante de uso para los huéspedes del hotel y externo.